# Ship Submersible Ballistic
Ship Submersible Ballistic (SSB) w systematyce NATO, okręt podwodny o napędzie spalinowo-elektrycznym przenoszący pociski balistyczne klasy SLBM.
Po wystrzeleniu przez wojsko brytyjskie – przy udziale oficerów Armii Czerwonej – pocisków V-2 w operacji Backfire w październiku 1945 roku, zarówno w Związku Radzieckim jak i w Stanach Zjednoczonych, podjęto programy rozwojowe pocisków balistycznych wystrzeliwanych z okrętów. Już w 1949 roku w biurze konstrukcyjnym CKB-18 (późniejszy Rubin), opracowano konstrukcję okrętu podwodnego oznaczonego jako „Projekt P-2”. Okręt tego typu o wyporności 5400 ton na powierzchni, przenosić miał 12 będących kopiami V-2 pocisków balistycznych R-1. Radzieccy konstruktorzy nie zdołali jednak rozwiązać wielu związanych z taką konstrukcja problemów. W Stanach Zjednoczonych pierwsza próba wystrzelenia pocisku balistycznego z okrętu miała miejsce 6 września 1947 roku, gdy jeden z amerykańskich V-2 został wystrzelony z pokładu lotniskowca USS „Midway” (CV-41).
Pierwsze operacyjne pociski balistyczne zostały jednak wprowadzone do służby w latach 50., gdy po serii prób rakietowych w Kapustin Jar, do służby wprowadzono rakietowy okręt podwodny B-67 projektu 611 (NATO: Zulu) z pociskami rakietowymi R-11FM. Tymczasem po teście V-2 z pokładu „Midway”, marynarka amerykańska utraciła zainteresowanie pociskami rakietowymi wystrzeliwanymi z okrętów, aż do połowy lat 50., gdy rozpoczęto program rozwojowy który przyniósł ostatecznie efekt w postaci systemu rakietowego Polaris, system ten oparty był już jednak na okrętach podwodnych z napędem jądrowym. Wprowadzenie tego rodzaju napędu, położyło kres rozwojowi nosicieli pocisków balistycznych z napędem diesel-elektrycznym.